# Изоверде (Ђенова)
Изоверде је насеље у Италији у округу Ђенова, региону Лигурија.
Према процени из 2011. у насељу је живело 1097 становника. Насеље се налази на надморској висини од 235 м.